# Soltarico
Soltarico (Sultarich in dialetto lodigiano) è una frazione del comune italiano di Cavenago d'Adda.

## Storia
La località, piccolo borgo agricolo, fu attestata per la prima volta intorno al 1180.

In età napoleonica (1809-16) Soltarico fu frazione di San Martino in Strada, recuperando l'autonomia con la costituzione del Regno Lombardo-Veneto.

All'Unità d'Italia (1861) il comune contava 210 abitanti. Nel 1869 fu aggregato al comune di Cavenago d'Adda.

## Monumenti e luoghi d'interesse
Il paese sorge a poca distanza dalla lanca di Soltarico, un braccio morto dell'Adda abbandonato dal fiume nel 1976; tale lanca, una delle maggiori in Europa, rappresenta un'area naturalistica di grande valore, inclusa nel territorio del Parco Adda Sud.
A poca distanza, lungo la strada provinciale Lodi-Castiglione, è stata realizzata una discarica, a servizio dell'intera provincia di Lodi.